# Eidinemacheilus smithi
Eidinemacheilus smithi é uma espécie de peixe actinopterígeo da família Balitoridae.
Apenas pode ser encontrada no Irão.